# 特立尼达和多巴哥岛屿列表
这是特立尼达和多巴哥的岛屿列表。特立尼达和多巴哥是一个由多种地形地貌组成的岛屿国家，特立尼达和多巴哥位于南加勒比海。

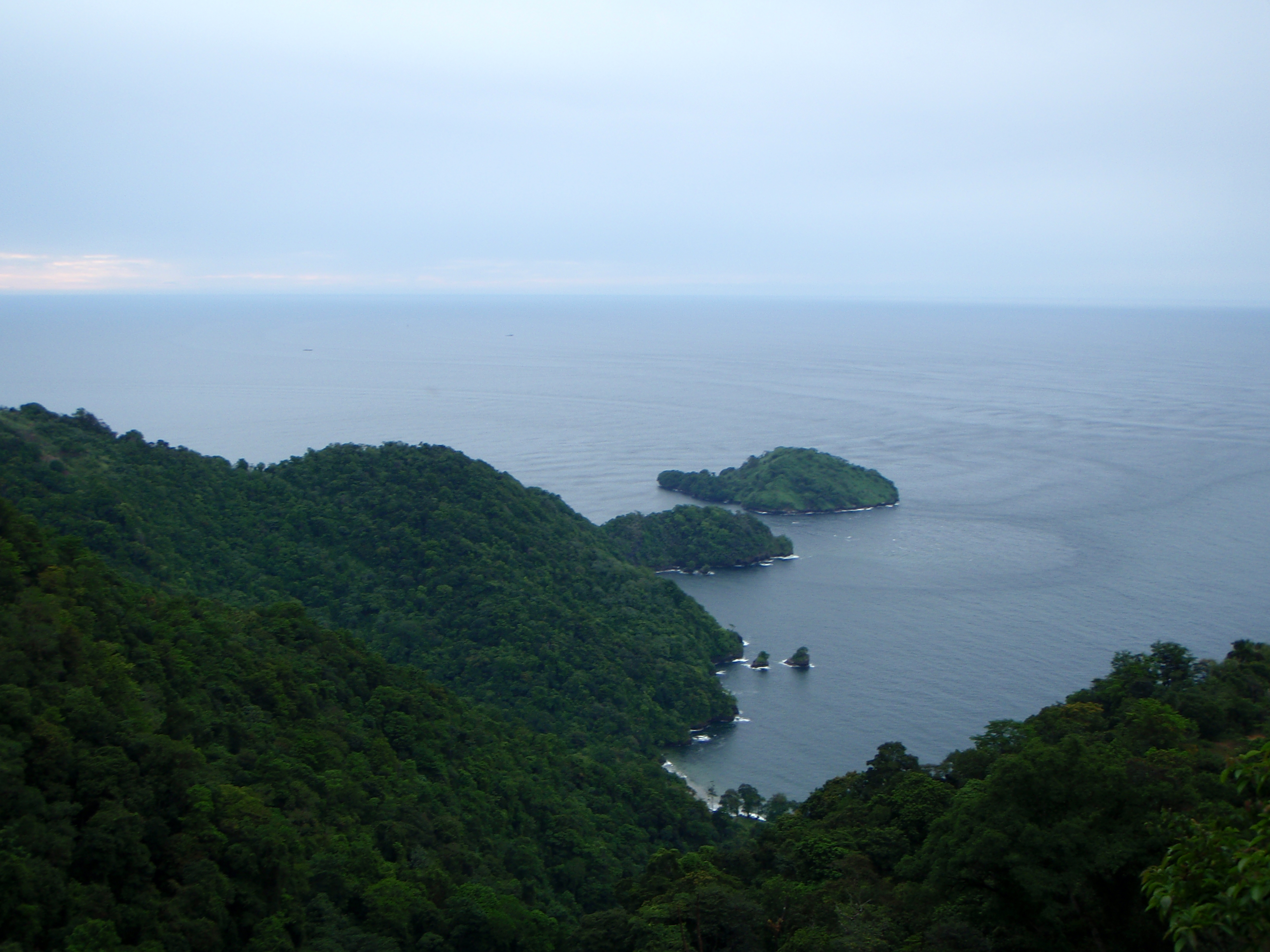
特立尼达岛西海岸的照片

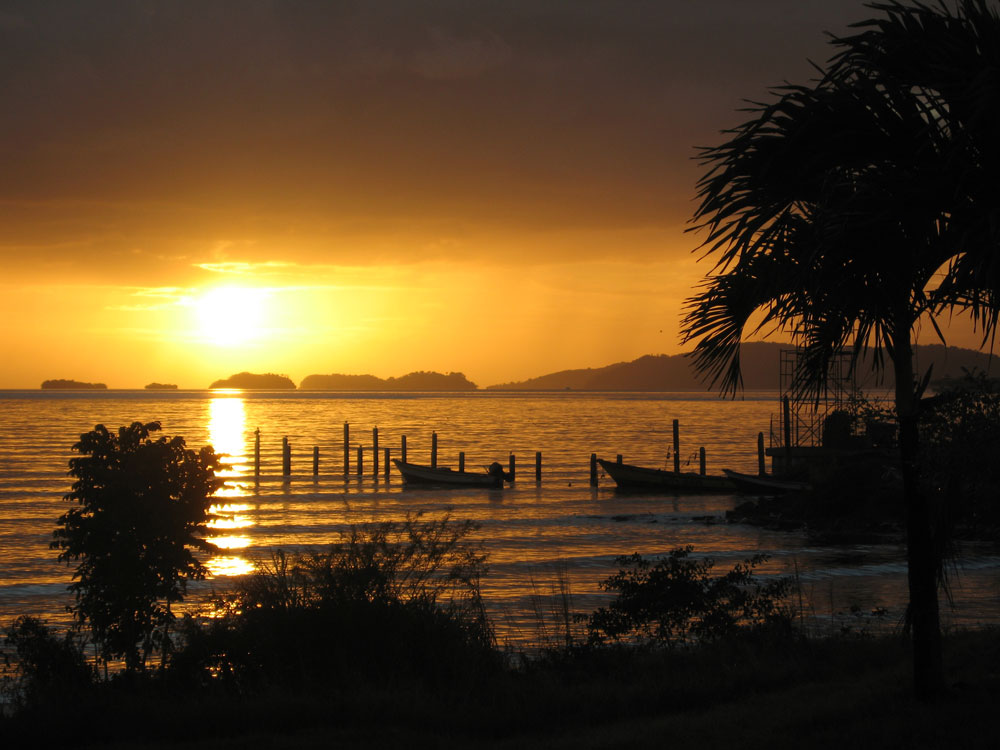
第五群岛（左），卡雷拉岛（中间）。照片拍摄自特立尼达岛西南海岸。

## 主要岛屿
- 特立尼达岛
- 多巴哥岛

### 博卡斯德群岛
博卡斯德群岛位于特立尼达岛和委内瑞拉之间
博卡斯德群岛的主要岛屿
- Chacachacare
- Monos
- Huevos
- Gaspar Grande
- Gasparillo Island

### 五群岛
第五群岛位于西班牙港的西面，由六个小岛屿组成。  
- 喀里多尼亚岛
- 克雷格岛（克雷格岛和喀里多尼亚岛是人造岛屿）
- Lenagan Island
- 纳尔逊岛
- 鹈鹕岛
- 石礁岛

### 圣地亚哥群岛
圣地亚哥群岛位于第五群岛和博卡斯德群岛之间
- Cronstadt Island
- 卡雷拉岛（一个监狱岛）

### 帕里亚湾的其他岛屿
- Faralon Rock，圣费尔南多岛
- 索尔达多礁石

### 特立尼达岛北岸岛屿
- Saut d'Eau

### 多巴哥附近的岛屿
- 小多巴哥岛（鸟的天堂）
- 圣吉尔斯岛
- 山羊岛
- 姊妹石